# Krabbenspinnen

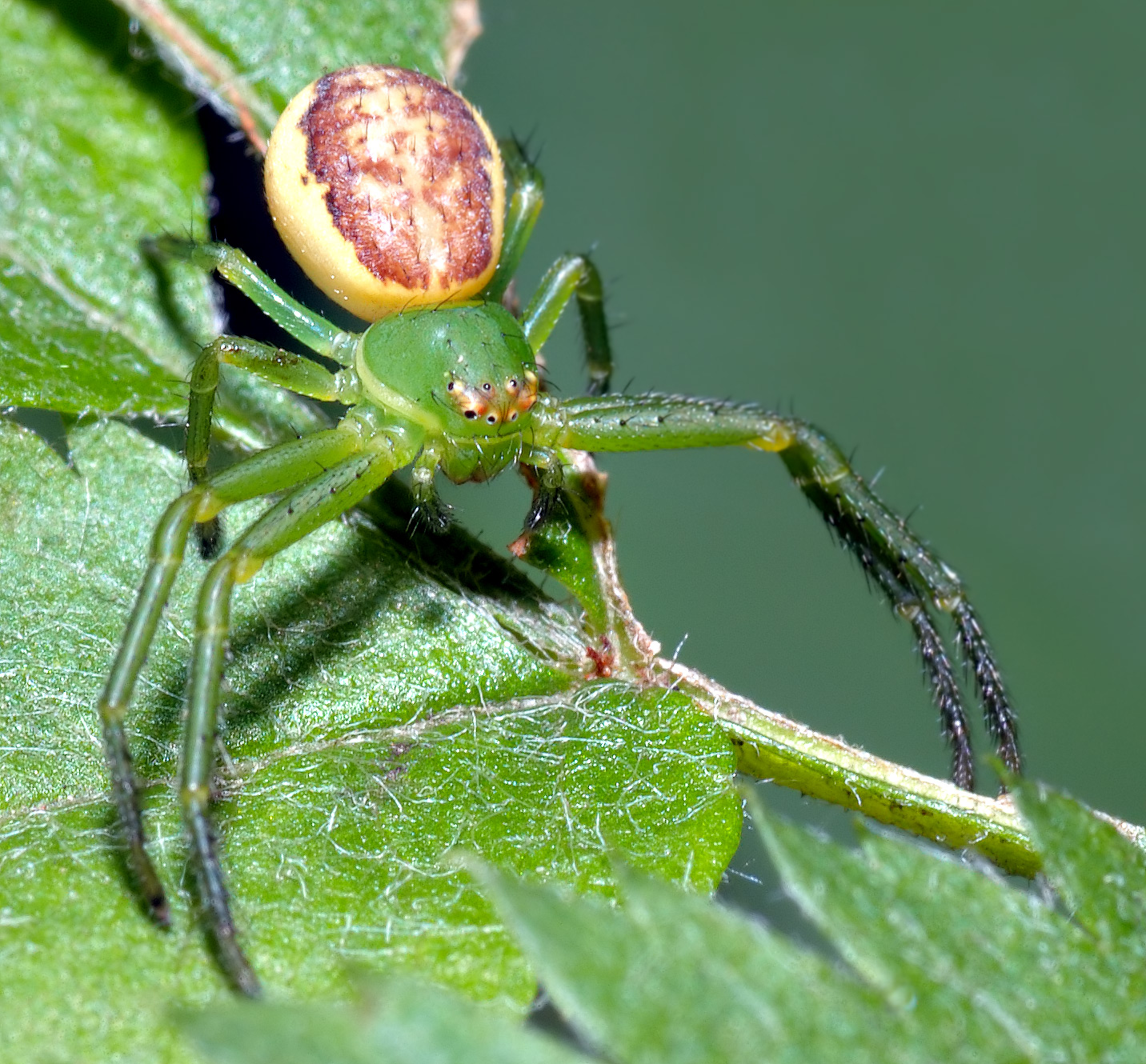
Grüne Krabbenspinne (Diaea dorsata), Weibchen

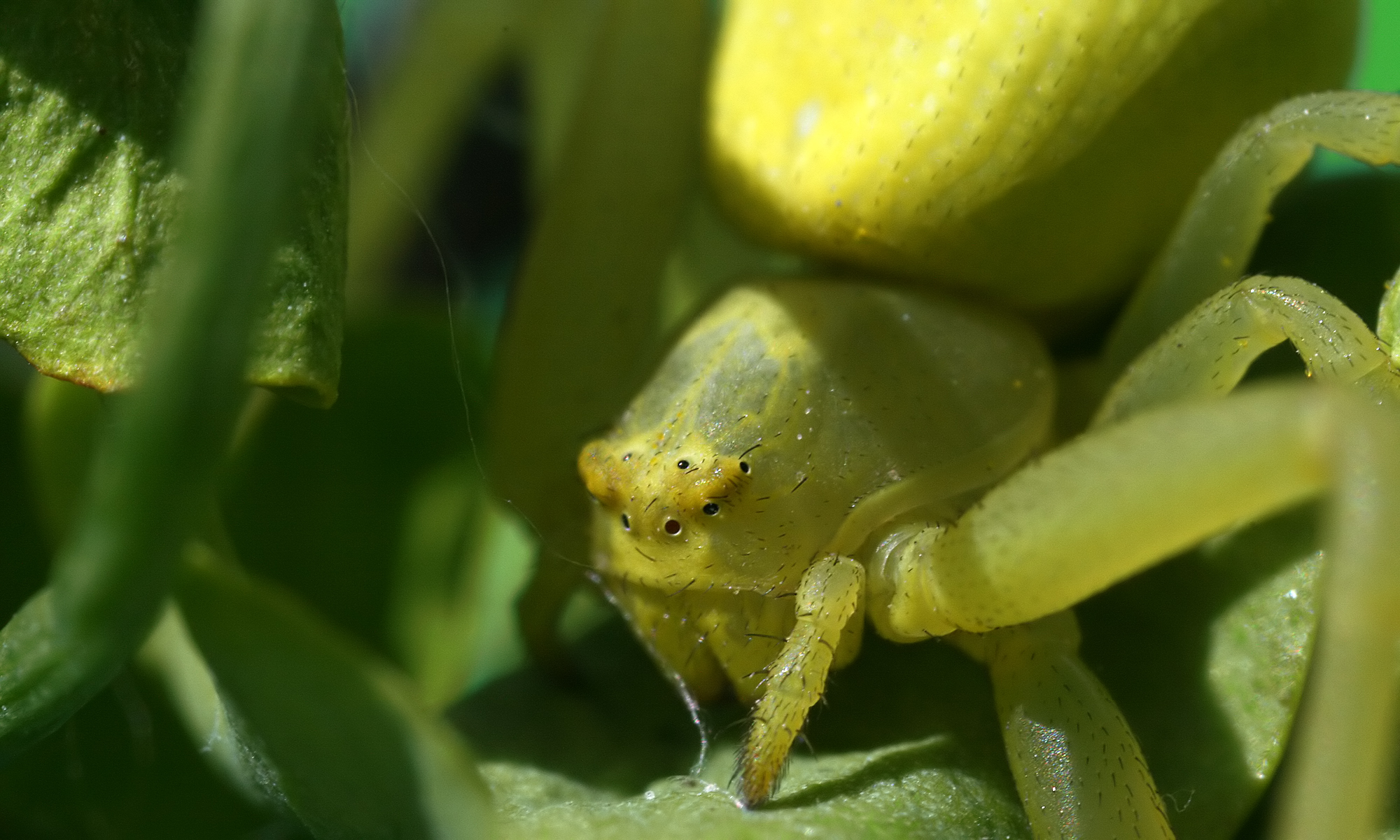
Veränderliche Krabbenspinne (Misumena vatia) lauert auf Beute

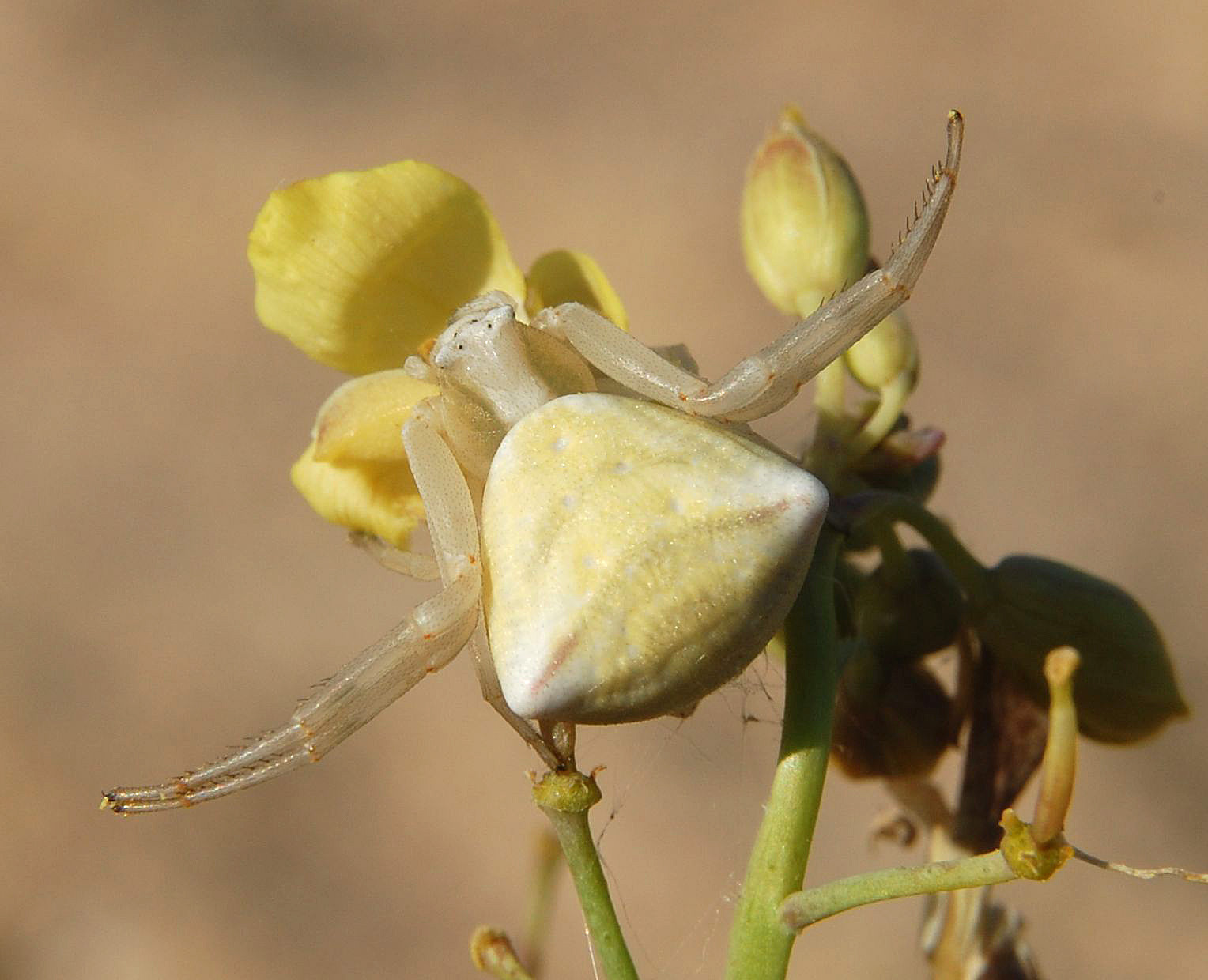
Thomisus onustus, Weibchen

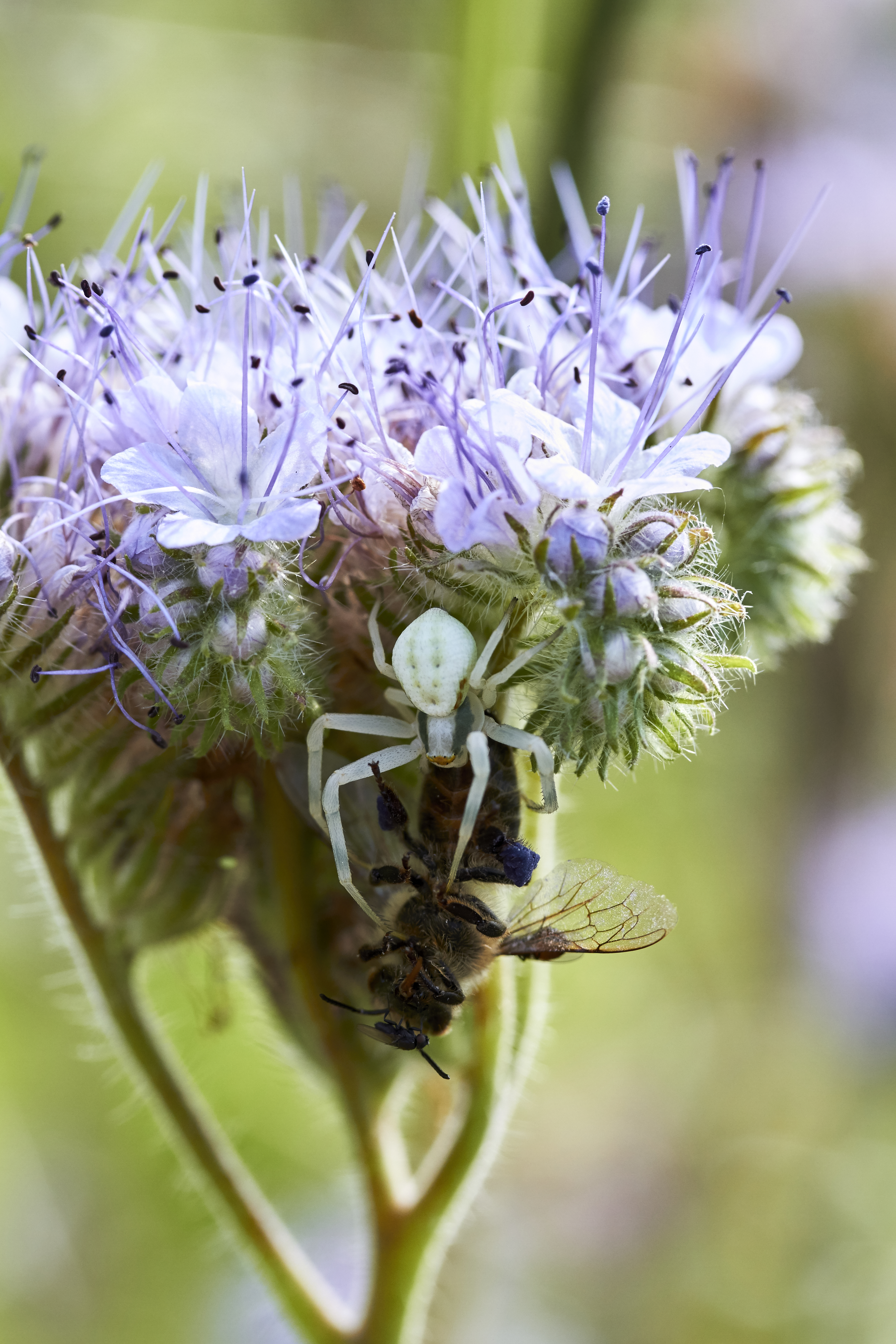
Veränderliche Krabbenspinne mit erbeuteter Honigbiene an Phacelia sp. Die Biene trägt die blauen Pollen der Phacelia an ihren Beinen.

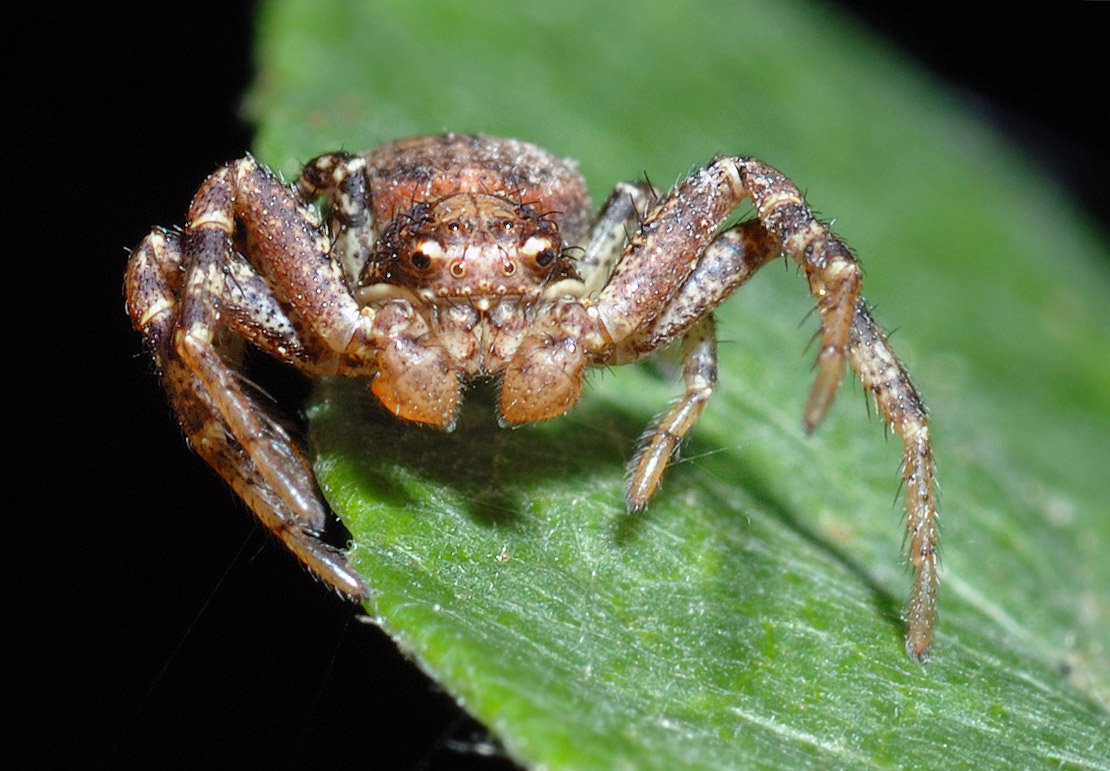
Ozyptila praticola

Die Krabbenspinnen (Thomisidae) gehören zu den artenreichsten Familien der Echten Webspinnen und umfassen weltweit 175 Gattungen mit 2155 Arten. (Stand: Dezember 2016)
Die Lauerjäger sind weltweit verbreitet von der gemäßigten Klimazone bis in die Tropen hinein; wenige Arten sind auch in subarktischen oder alpinen Lebensräumen zu finden. Krabbenspinnen sind, wie alle Zwei-Klauen-Spinnen (Dionycha), gute Kletterer und daher auch in höherer Vegetation zu Hause.

## Merkmale
Krabbenspinnen sind leicht an den sehr langen vorderen beiden Beinpaaren zu erkennen. Das erste Beinpaar mancher Männchen kann drei- bis fünfmal so lang sein wie das hintere Beinpaar. Die vorderen zwei Beinpaare werden in Ruhestellung leicht angewinkelt nach vorn gehalten, so dass das Tier aussieht wie eine Krabbe mit großen Scheren. Darüber hinaus befähigen diese Gliedmaßen die Krabbenspinnen zum Seitwärtslaufen. Wegen der von den meisten anderen Spinnenfamilien auffällig abweichenden Beinlänge wurden Dickkieferspinnen (Tetragnathidae) und Laufspinnen (Philodromidae) häufig zu den Krabbenspinnen gerechnet, jedoch handelt es sich dabei um ein analoges Merkmal und nicht um eine Apomorphie. Besonders auffällig ist bei einigen Arten der farbenprächtige Hinterleib.

## Lebensweise
Krabbenspinnen sind reine Lauerjäger, die keine Fangnetze bauen, und viele einheimische Vertreter weben noch nicht einmal Wohngespinste. Die Fähigkeit der Seidenherstellung wird wie bei anderen so genannten „modernen Laufspinnen“ anders genutzt. Die Veränderliche Krabbenspinne (Misumena vatia) betreibt Vorratshaltung und schnürt ihre Beute zu Päckchen zusammen, die unterhalb der bewohnten Blüte befestigt werden. Viele Arten nutzen die Spinnseide als Absturzsicherung oder lassen sich bei Gefahr gesichert am Faden fallen und verfallen in eine „Hängestarre“.

### Paarung und Brutpflege
Die Seide spielt bei Xysticus-Arten auch eine Rolle bei der Paarung. Das Weibchen lässt sich an einem Faden herabhängen oder verhält sich starr, während es sich vom wesentlich kleineren Männchen fesseln lässt. Das Männchen „befestigt“ das Weibchen auf der Unterlage und kriecht anschließend unter das Opisthosoma, um die Bulben in die Geschlechtsöffnung einzuführen. Dieses Verhalten zeigen in ähnlicher Weise auch Tibellus-Arten (Laufspinnen) und Nephila-Arten (Seidenspinnen); allerdings ist die Funktion ungewiss, denn das Weibchen könnte sich theoretisch aus dem Gespinst befreien.
Der Paarung geht eine Balz voraus, und Pheromone, „Klopfzeichen“ (siehe auch Wolfsspinnen) sowie der Sehsinn spielen wahrscheinlich eine größere Rolle.
Das Weibchen legt die gut getarnten Eier auf eine seidene Unterlage und spinnt einen linsenförmigen Kokon aus mehreren Lagen. Die mehrjährigen Tiere paaren sich nur einmal, und das Weibchen bewacht ohne Nahrungsaufnahme den Kokon. Es lässt sich auch nicht durch Störungen ablenken. Kurz vor dem Schlüpfen beißt die Mutter den Kokon auf, leistet Geburtshilfe und stirbt danach.

### Beutefang und Tarnung
Wie auch bei den verwandten Springspinnen (Salticidae) hat der Sehsinn dieser Zweiklauenspinnen eine größere Bedeutung als bei netzbauenden Spinnen.
Viele Krabbenspinnen lauern auf Blüten und Blättern auf Beute und können als Meister der Tarnung ihre Körperfärbung aktiv in wenigen Tagen dem Untergrund anpassen, sodass man an der Färbung des Weibchens meist ihren Lebensraum ablesen kann. Die Farbvarianten reichen von blütenweiß mit roten Streifen bis blassgrün oder bräunlich (Veränderliche Krabbenspinne Misumena vatia), leuchtend gelb bis smaragdgrün (Gattung Heriaeus), gefleckt, längsgestreift (Runcinia), gelb bis orange (Synema). Grüne oder auffällig gefärbte Tiere leben auf Blüten und Blättern, während dunklere Arten auf Baumstämmen oder in Bodennähe leben. Oftmals werden die auf Blüten jagenden, farblich gut angepassten Tiere von vielen Menschen erst bei längerem Betrachten einer Blüte wahrgenommen. Bizarre Körperformen mit Höckern und Gruben, Punkten und Längsstreifen unterstützen die farbliche Tarnung der Tiere durch Flächenauflösung.
Die auf Blüten lauernden Krabbenspinnen reflektieren auch UV-Licht und wirken damit für ihre Beutetiere besonders anziehend. Für das Beutetier ist der UV-Reflexionspunkt attraktiv. Die Mustererkennung des Spinnenkörpers wird dadurch zusätzlich erschwert. So wirkt die für Insektenaugen markante UV-Reflexion als Tarnung der Spinne und gleichzeitig als Anziehung. Bei Versuchen unter Ausschluss von UV-Licht wurden Blüten mit Krabbenspinnen von Beutetieren weiterhin häufiger angeflogen als Blüten ohne Krabbenspinnen; die UV-Reflexion ist also nicht die einzige Strategie, mit der Krabbenspinnen ihre Opfer anlocken.
Die Fähigkeit, UV-Licht zu reflektieren, um ihre Beute anzulocken und die eigene Mustererkennung zu erschweren, entstand evolutionär mehrmals parallel bei Krabbenspinnen. Krabbenspinnen, die auf unbelebten Objekten und nicht auf Blüten lauern, entwickelten keine UV-Reflexion.
Aufgrund der Anlockung oder zufallsmäßig gerät das Beutetier in unmittelbare Nähe der Krabbenspinne, sodass sie blütenbestäubende Insekten mit ihren kräftigen beiden vorderen Beinpaaren ergreifen kann. Die Krabbenspinne vermeidet dabei den Stachel der größeren Beute und beißt Wespen und Bienen in den Nacken. Das Gift ihrer Kieferklauen ist sehr wirksam. Im Gegensatz zu den netzbauenden Spinnenarten sehen und erkennen Krabbenspinnen ihre Beute aus 10 bis 20 cm Entfernung, nachdem sie schon vorher durch niederfrequenten Luft- und Substratschall wahrgenommen wurde.

## Einheimische Gattungen und Arten
- Coriarachne
  - Wanzenspinne (Coriarachne depressa), einzige europäische Art
- Grüne Krabbenspinne (Diaea dorsata)
- Heriaeus
- Ebrechtella
  - Ebrechtella tricuspidata
- Misumena
  - Veränderliche Krabbenspinne (Misumena vatia)
- Monaeses
- Ozyptila
- Pistius
  - Pistius truncatus, paläarktisch
- Synema
  - Südliche Glanz-Krabbenspinne (Synema globosum), paläarktisch
- Thomisus
  - Thomisus onustus
- Tmarus (5 Arten in Europa), z. B.:
  - Tmarus piger
- Xysticus (ca. 67 Arten in Europa, 28 in Mitteleuropa), z. B.:
  - Xysticus audax
  - Braune Krabbenspinne (Xysticus cristatus)
  - Xysticus kochi
  - Xysticus lanio
  - Xysticus ninnii

Weitere Arten außerhalb Europas:
- Epicadus heterogaster, Südamerika: Costa Rica, Panama, Kolumbien, Venezuela, Guayana, Ecuador, Peru, Bolivien, Brasilien, Paraguay, Argentinien
- Misumenops nepenthicola, Borneo und Singapur
- Runcinia grammica, paläarktisch, St. Helena, südliches Afrika

## Systematik
Der World Spider Catalog listet für die Krabbenspinnen 175 Gattungen und 2155 Arten auf. (Stand: Dezember 2016)
- Acentroscelus Simon, 1886
- Acrotmarus Tang & Li, 2012
- Alcimochthes Simon, 1885
- Amyciaea Simon, 1885
- Angaeus Thorell, 1881
- Ansiea Lehtinen, 2004
- Aphantochilus Pickard-Cambridge, 1871
- Apyretina Strand, 1929
- Australomisidia Szymkowiak, 2014
- Avelis Simon, 1895
- Bassaniana Strand, 1928
- Bassaniodes Pocock, 1903
- Boliscodes Simon, 1909
- Boliscus Thorell, 1891
- Bomis Koch, 1874
- Bonapruncinia Benoit, 1977
- Boomerangia Szymkowiak, 2014
- Borboropactus Simon, 1884
- Bucranium Pickard-Cambridge, 1881
- Camaricus Thorell, 1887
- Carcinarachne Schmidt, 1956
- Cebrenninus Simon, 1887
- Ceraarachne Keyserling, 1880
- Cetratus Kulczyński, 1911
- Coenypha Simon, 1895
- Coriarachne Thorell, 1870
- Corynethrix Koch, 1876
- Cozyptila Lehtinen & Marusik, 2005
- Crockeria Benjamin, 2016
- Cymbacha Koch, 1874
- Cymbachina Bryant, 1933
- Cynathea Simon, 1895
- Cyriogonus Simon, 1886
- Deltoclita Simon, 1887
- Demogenes Simon, 1895
- Diaea Thorell, 1869
- Dietopsa Strand, 1932
- Dimizonops Pocock, 1903
- Diplotychus Simon, 1903
- Domatha Simon, 1895
- Ebelingia Lehtinen, 2004
- Ebrechtella Dahl, 1907
- Emplesiogonus Simon, 1903
- Epicadinus Simon, 1895
- Epicadus Simon, 1895
- Epidius Thorell, 1877
- Erissoides Mello-Leitão, 1929
- Erissus Simon, 1895
- Felsina Simon, 1895
- Firmicus Simon, 1895
- Geraesta Simon, 1889
- Gnoerichia Dahl, 1907
- Haedanula Caporiacco, 1941
- Haplotmarus Simon, 1909
- Hedana Koch, 1874
- Henriksenia Lehtinen, 2004
- Herbessus Simon, 1903
- Heriaesynaema Caporiacco, 1939
- Heriaeus Simon, 1875
- Heterogriffus Platnick, 1976
- Hewittia Lessert, 1928
- Hexommulocymus Caporiacco, 1955
- Holopelus Simon, 1886
- Ibana Benjamin, 2014
- Indosmodicinus Sen, Saha & Raychaudhuri, 2010
- Indoxysticus Benjamin & Jaleel, 2010
- Iphoctesis Simon, 1903
- Isala Koch, 1876
- Isaloides Pickard-Cambridge, 1900
- Lampertia Strand, 1907
- Latifrons Kulczyński, 1911
- Ledouxia Lehtinen, 2004
- Lehtinelagia Szymkowiak, 2014
- Leroya Lewis & Dippenaar-Schoeman, 2014
- Loxobates Thorell, 1877
- Loxoporetes Kulczyński, 1911
- Lycopus Thorell, 1895
- Lysiteles Simon, 1895
- Massuria Thorell, 1887
- Mastira Thorell, 1891
- Mecaphesa Simon, 1900
- Megapyge Caporiacco, 1947
- Metadiaea Mello-Leitão, 1929
- Micromisumenops Tang & Li, 2010
- Misumena Latreille, 1804
- Misumenoides Pickard-Cambridge, 1900
- Misumenops Pickard-Cambridge, 1900
- Misumessus Banks, 1904
- Modysticus Gertsch, 1953
- Monaeses Thorell, 1869
- Musaeus Thorell, 1890
- Mystaria Simon, 1895
- Narcaeus Thorell, 1890
- Nyctimus Thorell, 1877
- Ocyllus Thorell, 1887
- Onocolus Simon, 1895
- Ostanes Simon, 1895
- Oxytate Koch, 1878
- Ozyptila Simon, 1864
- Pactactes Simon, 1895
- Pagida Simon, 1895
- Parabomis Kulczyński, 1901
- Parasmodix Jézéquel, 1966
- Parastrophius Simon, 1903
- Parasynema Pickard-Cambridge, 1900
- Pasias Simon, 1895
- Pasiasula Roewer, 1942
- Peritraeus Simon, 1895
- Phaenopoma Simon, 1895
- Pharta Thorell, 1891
- Pherecydes Pickard-Cambridge, 1883
- Philodamia Thorell, 1894
- Philogaeus Simon, 1895
- Phireza Simon, 1886
- Phrynarachne Thorell, 1869
- Physoplatys Simon, 1895
- Pistius Simon, 1875
- Plancinus Simon, 1886
- Plastonomus Simon, 1903
- Platyarachne Keyserling, 1880
- Platythomisus Doleschall, 1859
- Poecilothomisus Simon, 1895
- Porropis Koch, 1876
- Pothaeus Thorell, 1895
- Prepotelus Simon, 1898
- Pseudamyciaea Simon, 1905
- Pseudoporrhopis Simon, 1886
- Pycnaxis Simon, 1895
- Pyresthesis Butler, 1880
- Reinickella Dahl, 1907
- Rejanellus Lise, 2005
- Rhaebobates Thorell, 1881
- Runcinia Simon, 1875
- Runcinioides Mello-Leitão, 1929
- Saccodomus Rainbow, 1900
- Scopticus Simon, 1895
- Sidymella Strand, 1942
- Simorcus Simon, 1895
- Sinothomisus Tang, Yin, Griswold & Peng, 2006
- Smodicinodes Ono, 1993
- Smodicinus Simon, 1895
- Soelteria Dahl, 1907
- Spilosynema Tang & Li, 2010
- Stephanopis Pickard-Cambridge, 1869
- Stephanopoides Keyserling, 1880
- Stiphropella Lawrence, 1952
- Stiphropus Gerstäcker, 1873
- Strigoplus Simon, 1885
- Strophius Keyserling, 1880
- Sylligma Simon, 1895
- Synaemops Mello-Leitão, 1929
- Synalus Simon, 1895
- Synema Simon, 1864
- Tagulinus Simon, 1903
- Tagulis Simon, 1895
- Takachihoa Ono, 1985
- Talaus Simon, 1886
- Tarrocanus Simon, 1895
- Taypaliito Barrion & Litsinger, 1995
- Tharpyna Koch, 1874
- Tharrhalea Koch, 1875
- Thomisops Karsch, 1879
- Thomisus Walckenaer, 1805
- Titidiops Mello-Leitão, 1929
- Titidius Simon, 1895
- Tmarus Simon, 1875
- Tobias Simon, 1895
- Trichopagis Simon, 1886
- Ulocymus Simon, 1886
- Uraarachne Keyserling, 1880
- Wechselia Dahl, 1907
- Xysticus Koch, 1835
- Zametopias Thorell, 1892
- Zametopina Simon, 1909
- Zygometis Simon, 1901